# Universidade do Catar
A Universidade do Catar (QU; em árabe: جامعة قطر, translit. Jami'at Qatar) é uma instituição de ensino público de Catar, com campus principal na periferia do nordeste da capital do país, Doha. Esta é a única universidade governamental do país asiático, fundada em 1973, e abriga sete faculdades: Artes e das Ciências, Negócios e Economia, Educação, Engenharia, Direito, Charia e Estudos Islâmicos e Farmácia, com um total de cerca de 8 000 estudantes em uma proporção de um professor para treze alunos. Os cursos são ministrados em língua árabe (na área da Educação, Artes e Ciências Sociais) e em língua inglesa (na área de Ciências Naturais, Engenharia e Negócios).
Os estudantes que ingressam na faculdade são colocados em um "Programa de Fundamentos", que lhes garante a aquisição de habilidades, tais como matemática, inglês e informática. Muitos dos departamentos acadêmicos receberam ou estão em fase de avaliação para creditação de algumas organizações educacionais. Além do segmento acadêmico de graduação, a QU tem uma infraestrutura de pesquisa, incluindo laboratórios, equipamento técnico e uma biblioteca com milhares de livros e textos, incluindo uma coleção de manuscritos raros. A universidade funciona em nome do governo e de indústrias privadas para conduzir a pesquisa regional, particularmente nas áreas de tecnologias ambiental e energética.
O corpo estudantil da universidade é composto por cinquenta e duas nacionalidades distintas, dos quais 65% são naturalizados qatarianos e cerca de 35% são filhos de expatriados. As mulheres representam aproximadamente 70% da população estudantil e são oferecidas a elas salas de aula próprias. A instituição foi estabelecida como College of Education por um decreto do então emir Khalifa bin Hamad Al Thani em 1973, expandindo-se em 1977 como universidade. A universidade contribui para o processo de "qatarização", que dá preferência à contratação de cidadãos qatarianos no mercado de trabalho, bem como sua ocupação em mercados estrangeiros.